# Serranilla
La serranilla és una composició líriconarrativa en vers d'art menor típicament castellana que canta la trobada amorosa amb una dona de la serra o serrana. El seu equivalent en la literatura provençal seria una pastorel·la, si bé en aquest cas el personatge femení és una pastora.
Les serranes eren personatges d'existència gairebé llegendària i habitaven en ports amagats o en passos de muntanya. Eren de costums força rústics i d'una tal simplicitat moral que escandalitzaven a personatges més cultivats que, extraviats per la duresa del camí i el clima hostil, es veien obligats a demanar-los alberg, per la qual cosa elles demanaven una mena de peatge, bé sexual, bé en forma d'algun regal. A algunes, fins i tot, se'ls atribuïen crims o desaparicions de viatgers. Aquest és l'origen de la llegenda de la Serrana de la Vera, qui, pel que sembla, embriagava als viatgers, els feia l'amor i quan es desmaiaven de son, els degollava i guardava els seus ossos en la seva cova. Aquest argument va donar origen a no pocs romançs i peces teatrals del Segle d'Or.
Com a gènere literari Ramón Menéndez Pidal va reconstruir l'exemple més antic de serranilla que es coneix, anterior a 1420, en el seu treball "Serranilla de la Zarzuela" aparegut en la revista turinesa Studi Medievali, II, 1905, pàg. 263-270:
```
Yo me iba, mi madre,
a Villa Reale, 
errara yo el camino
en fuerte lugare.
Siete días anduve
que no comí pane,
cebada mi mula,
carne el gavilán.
Entre la Zarçuela
e Daraçután
alçara los ojos
hazia do el sol sale.
Picara mi mula
fuime para allá;
perros del ganado
sálenme a ladrar;
[vide una serrana
del bello donaire.]
-Llegaos, caballero,
vergüença no hayades;
mi padre y mi madre
han ido al lugar,
mi carillo Minguillo
es ido por pan,
ni vendrá esta noche
ni mañana a yantar;
comeréis de la leche
mientras el queso se hace.
Haremos la cama
junto al retamal;
haremos un hijo,
llamarse ha Pascual:
o será arzobispo
Papa o cardenal
o será porquerizo
de Villa Real.
¡Bien por vida mía
debéis de burlar!
```

Efectivament, els exemples més antics de serranilla que es poden trobar pertanyen a la literatura castellanomanxega. Pocs anys després trobem una sèrie de serranillas, moltes d'elles paròdiques i còmiques, en el Libro del Buen Amor de Juan Ruiz, Arxipreste de Hita, que pertany a la primera meitat del segle xiv. Ja en el segle xv, don Íñigo López de Mendoza, Marquès de Santillana, va compondre unes cèlebres serranillas en les quals va idealitzar a les serranes, molt probablement a causa de l'influx de la refinada lírica provençal i les seves pastorel·les. Els cançoners d'aquest mateix segle i del segle xvi contenen algunes cançonetes que poden ser reformulacions d'aquestes cantigues o nadales de serrana desapareguts.